# Trichoderma strigosum
Trichoderma strigosum är en svampart som beskrevs av Bissett 1992. Trichoderma strigosum ingår i släktet Trichoderma och familjen Hypocreaceae.   Inga underarter finns listade i Catalogue of Life.